# Zawada (gmina Mstów)
Zawada – wieś w Polsce położona w województwie śląskim, w powiecie częstochowskim, w gminie Mstów.
W latach 1975–1998 miejscowość należała administracyjnie do województwa częstochowskiego.

## Położenie
Miejscowość położona w okolicy Jury Krakowsko-Częstochowskiej. 
Częścią wsi jest Chrapoń (identyfikator SIMC: 0138709).

## Historia
Pierwsza wzmianka o miejscowości pochodzi z 1220 roku, z dokumentu biskupa krakowskiego Iwo Odrowąża w którym miejscowość wymieniona jest w obecnej formie Zawada.
W Zawadzie urodziła się Margareta Kępińska Jakobsen - prawniczka i działaczka społeczna.